# SV Lippstadt 08
SV Lippstadt 08 is een Duitse voetbalvereniging uit de stad Lippstadt in de Kreis Soest, deelstaat Noordrijn-Westfalen. Het is de grootste voetbalvereniging van de stad.
In 1997 fuseerden de Spielverein Teutonia 08 met SV Borussia 08 tot SV Lippstadt 08. In het seizoen 1997/1998 promoveerde de club naar de Oberliga Westfalen, waar de club speelde tot 2008 toen deze competitie fusioneerde met de Oberliga Nordrhein om zo de nieuwe NRW-Liga te vormen. Lippstadt kwalificeerde zich niet en degradeerde naar de Westfalenliga. Door de invoering van de 3. Bundesliga degradeerde de club dus eigenlijk twee klassen in één seizoen. In 2012 promoveerde de club naar de heringevoerde Oberliga Westfalen, een jaar later dwong de club zelfs promotie af naar de Regionalliga West, maar kon het daar slechts één seizoen uitzingen. In 2018 promoveerde de club opnieuw naar de Regionalliga.

## Eindklasseringen vanaf 1998
| Seizoen | Competitie                     | Niveau | Eindstand | DFB Pokal | Opmerking                                                             |
| ------- | ------------------------------ | ------ | --------- | --------- | --------------------------------------------------------------------- |
| 1997/98 | Verbandsliga Westfalen Nordost | V      | 2         | --        |                                                                       |
| 1998/99 | Oberliga Westfalen             | IV     | 3         | --        |                                                                       |
| 1999/00 | Oberliga Westfalen             | IV     | 3         | --        |                                                                       |
| 2000/01 | Oberliga Westfalen             | IV     | 11        | --        |                                                                       |
| 2001/02 | Oberliga Westfalen             | IV     | 14        | --        |                                                                       |
| 2002/03 | Oberliga Westfalen             | IV     | 4         | --        |                                                                       |
| 2003/04 | Oberliga Westfalen             | IV     | 11        | --        |                                                                       |
| 2004/05 | Oberliga Westfalen             | IV     | 15        | --        |                                                                       |
| 2005/06 | Oberliga Westfalen             | IV     | 13        | --        |                                                                       |
| 2006/07 | Oberliga Westfalen             | IV     | 4         | --        |                                                                       |
| 2007/08 | Oberliga Westfalen             | IV     | 16        | --        |                                                                       |
| 2008/09 | Westfalenliga Staffel 1        | VI     | 5         | --        | invoering 3. Liga                                                     |
| 2009/10 | Westfalenliga Staffel 1        | VI     | 2         | --        |                                                                       |
| 2010/11 | Westfalenliga Staffel 1        | VI     | 7         | --        |                                                                       |
| 2011/12 | Westfalenliga Staffel 1        | VI     | 1         | --        | promotie play-off Regionalliga West > SSVg Velbert: 1-2 uit/1-2 thuis |
| 2012/13 | Oberliga Westfalen             | V      | 1         | --        |                                                                       |
| 2013/14 | Regionalliga West              | IV     | 18        | 1e ronde  | < Bayer 04 Leverkusen: 1-6                                            |
| 2014/15 | Oberliga Westfalen             | V      | 5         | --        |                                                                       |
| 2015/16 | Oberliga Westfalen             | V      | 6         | --        |                                                                       |
| 2016/17 | Oberliga Westfalen             | V      | 6         | --        |                                                                       |
| 2017/18 | Oberliga Westfalen             | V      | 1         | --        | oefenwedstrijd > Ajax: 0-9                                            |
| 2018/19 | Regionalliga West              | IV     | 13        | --        |                                                                       |
| 2019/20 | Regionalliga West              | IV     | 16        | --        | competitie afgebroken i.v.m. coronapandemie                           |
| 2020/21 | Regionalliga West              | IV     | 16        | --        |                                                                       |
| 2021/22 | Regionalliga West              | IV     | 14        | --        |                                                                       |
| 2022/23 | Regionalliga West              | IV     | 11        | --        |                                                                       |
| 2023/24 | Regionalliga West              | IV     | 15        | --        |                                                                       |
| 2024/25 | Oberliga Westfalen             | V      | 7         | --        |                                                                       |
| 2025/26 | Oberliga Westfalen             | V      | .         | --        |                                                                       |

## Bekende speler
- René Wessels
- Roger Schmidt

Rot Weiss Ahlen ·
VfL Bochum II ·
TuS Bövinghausen ·
Victoria Clarholz ·
ASC 09 Dortmund ·
TuS Ennepetal 1911 ·
SpVgg Erkenschwick ·
SG Finnentrop/Bamenohl ·
 1. FC Gievenbeck ·
SV Lippstadt 08 ·
Preußen Münster II ·
FC Eintracht Rheine ·
Westfalia Rhynern ·
SV Schermbeck ·
Sportfreunde Siegen ·
SC Verl II ·
SpVgg Vreden ·
SG Wattenscheid 09 ·
Concordia Wiemelhausen